# De Nederlandse Opera

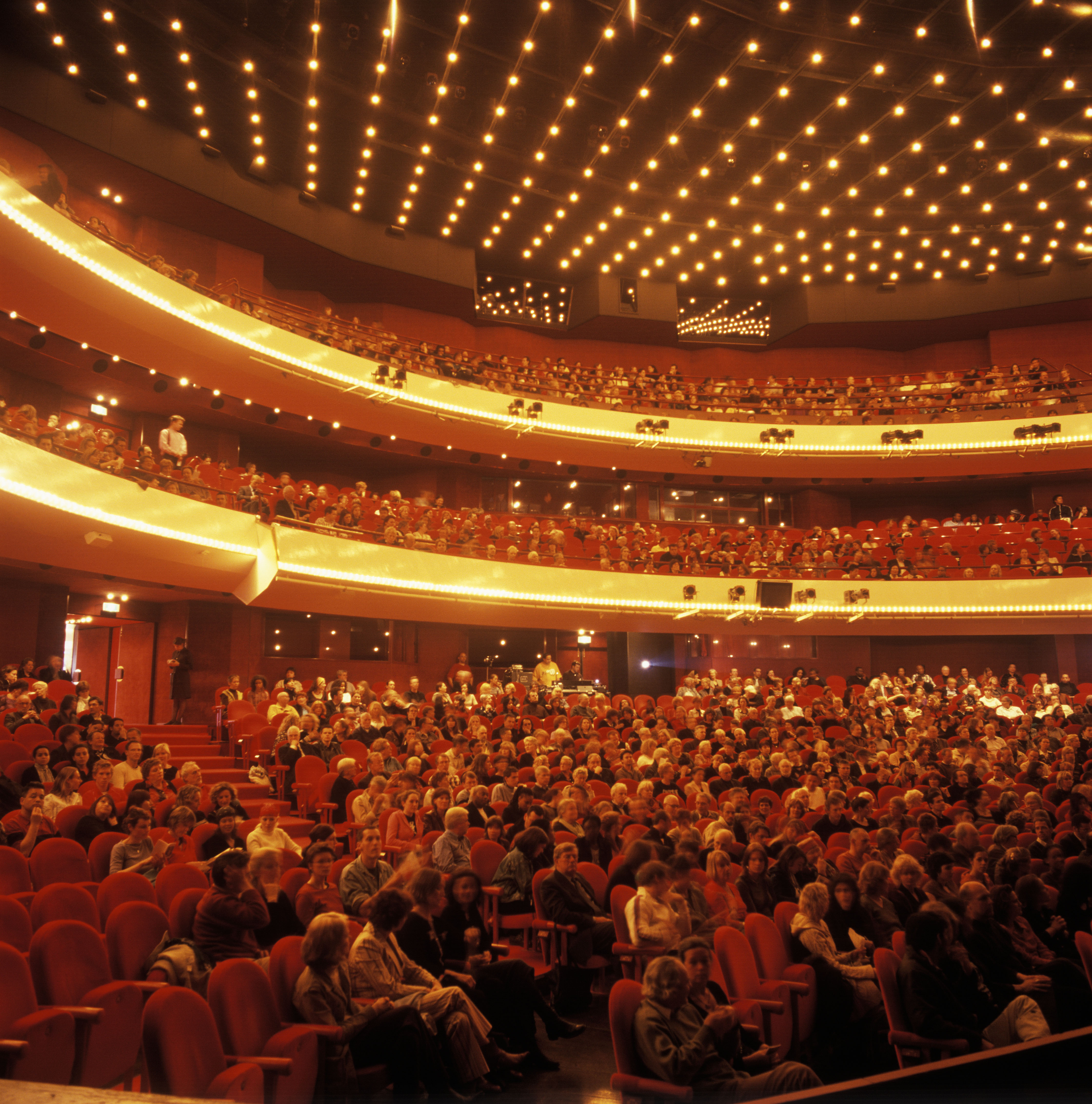
Het Muziektheater.

De Nationale Opera (DNO), anteriormente denominada De Nederlandse Opera (en español, La Ópera neerlandesa) en Ámsterdam, es una compañía de ópera neerlandesa con sede en Ámsterdam, Países Bajos.  Su actual sede es el Het Muziektheater, un edificio moderno designado por Cees Dam que se inauguró en 1986.
DNO fue establecida poco después del final de la Segunda Guerra Mundial como una compañía de repertorio con un conjunto permanente. En el período de postguerra, hizo extensas giras en los Países Bajos desde su sede en el Stadsschouwburg Amsterdam, un teatro fin de siècle en el Leidseplein en Ámsterdam.  En 1964, fue rebautizado De Nederlandse Operastichting. (La fundación de la ópera neerlandesa), y la compañía adoptó una orientación stagione, invitando diferentes solistas y grupos artísticos para cada nueva producción. En 1986, la compañía se trasladó al nuevo edificio Muziektheater, la Stopera, que comparte con el Ballet nacional neerlandés, a orillas del río Amstel y posteriormente fue conocido como la De Nederlandse Opera (DNO).
DNO tiene su propio coro de sesenta cantantes y un equipo técnico de 260.  DNO no tiene su propia orquesta residente, y así han proporcionado las fuerzas orquestales para sus producciones varias orquestas de los Países Bajos, incluyendo la Orquesta Filarmónica de los Países Bajos (NPO), la Orquesta de Cámara de los Países Bajos (NKO), la Orquesta Real del Concertgebouw, la Orquesta Filarmónica de Róterdam, la Orquesta Filarmónica de la Radio de los Países Bajos, el Conjunto ASKO y el Conjunto Schoenberg.  
DNO produce unas once producciones al año, con casi todas las representaciones vendidas. La mayor parte de ellas se dan en el Muziektheater, la compañía también ha interpretado en el Stadsschouwburg, el Koninklijk Theater Carré, y el lugar industrial Westergasfabriek en Ámsterdam. Durante muchos años, la producción de junio se ha organizado como parte del Festival de Holanda e incluye la participación de la orquesta Real del Concertgebouw.